# Alice Eis
Alice Eis (née le 9 novembre 1889 à Dayton (Ohio) et morte le 21 décembre 1956 dans le Queens) est une danseuse et actrice de vaudeville américain.

## Biographie
Le partenaire habituel d’Alice Eis est Bert French. Le couple de danseurs est surtout connu pour un numéro dansé de 17 minutes sur le thème du vampirisme : la danseuse prend progressivement le dessus sur son partenaire avant de l’amener au sol pour le mordre et le transformer. Présenté pour la première fois en juillet 1909, les critiques dépeignent une danse trop suggestive, voire vulgaire ou érotique (pour les goûts de l’époque), mais le public accourt toutefois.
Ce numéro est filmé pour le film The Vampire (film, 1913) sorti en 1913.
Avec son partenaire Bert French, elle se produit notamment à Londres en 1910, et en France en 1911-1912 avec le numéro Rouge et Noire aux Folies Bergère,,. Ils proposent plus tard, en 1915, un autre numéro, The Lure of the North, mettant en scène un explorateur trouvant une jeune femme dans un pays enneigé.